# Рабеншлаг, Фридрих
Фридрих Рабеншлаг (нем. Friedrich Rabenschlag; 2 июля 1902, Херфорд — 7 августа 1973, Лейпциг) — немецкий хоровой дирижёр.
Изучал германистику, историю искусства, философию и музыковедение в Тюбингенском, Лейпцигском и Кёльнском университетах, фортепиано, орган и дирижирование в Лейпцигской консерватории. Был активистом студенческого движения «Вандерфогель».
В 1926 г. основал небольшой хоровой коллектив — Лейпцигский студенческий кружок мадригалистов (нем. Madrigalkreis Leipziger Studenten), в 1938 г. реорганизованный в Лейпцигский университетский хор; возглавлял этот коллектив вплоть до 1962 г. Уже в конце 1920-х гг. совершил во главе хора серию гастролей по Северно-Восточной Германии, Польше, Латвии, Финляндии. Одновременно с 1933 г. кантор лейпцигской университетской церкви Святого Павла, с 1939 г. университетский музикдиректор. В 1941 г. призван на военную службу, которую проходил непосредственно в Лейпциге, продолжая руководить хором. В 1945—1946 гг. был отстранён от руководства в связи с процессами денацификации, но в конечном счёте оправдан. В 1950—1965 гг. профессор хорового и сольного пения Лейпцигского университета. В 1947—1954 гг. возглавлял также Лейпцигскую певческую академию.
В наибольшей степени на протяжении всей карьеры интересовался средневековой и ренессансной церковной музыкой (Жоскен де Пре, Ян Окегем, Генрих Шютц), а также хоровыми сочинениями Иоганна Себастьяна Баха. В то же время пропагандировал творчество композитора-современника Эрнста Пеппинга, в молодости некоторое время певшего в его хоре.
Почётный доктор теологического факультета Лейпцигского университета (1963).